# Ejtőernyős Tájékoztató
Ejtőernyős Tájékoztató, az ejtőernyős sporttal kapcsolatos szakmai, oktatási, ismeretbővítői és tájékoztatói feladatokat segítő kiadvány.

## Történelmi áttekintés
1977-ben jelent meg az első kiadvány, eleinte géppel írott, sokszorosított formában. Megjelenési gyakorisága kéthavonta. Huszonkettő év szolgálat után az utolsó megjelenése 1999-ben volt. A sportág történelme.

## Az első kiadvány tartalmából
- Bevezető
- Ejtőernyős események
- TARTALÉK /HAS/ EJTŐERNYŐK
  - Főernyő működésképtelensége, vagy rendellenes működése
  - A TE használatának néhány sajátossága
  - A TE kísérleti példányainak légi-kipróbálása
- AZ UGRÁS JELRE
- HA NEM NYÍLIK KI A HÁTERNYŐ
  - Ténykedés a háternyő egyáltalán nem nyílik ki
  - A belső zsák nem csúszik le a kupoláról
  - A háternyő kupolája zászlóként lobog
  - Patkó-képződés
  - A főernyő leggyakoribb meghibásodásai
- VONTATÁSI PRÓBA ÉS SÁRKÁNYOZÁS
- LEJTŐVITORLÁZÁS

## Impresszum
- kiadó: KPM – LRI Repüléstudományi Központ Tájékoztató Iroda. Vezető: Domokos Ádám,
- felelős szerkesztő Kastély Sándor,
- LRI – Sokszorosító 77035 Budapest – Ferihegy. Fv: Török Alajos

## Külső hivatkozások
- Ejtőernyős Tájékoztató. mebsz.hu. [2011. szeptember 11-i dátummal az eredetiből archiválva]. (Hozzáférés: 2012. január 1.)